# Remo nos Jogos Pan-Americanos
O Remo nos Jogos Pan-Americanos foi introduzido em 1951, em Buenos Aires.

## Quadro de Medalhas
Até 2015.
| Ordem | País           | Medalha de ouro | Medalha de prata | Medalha de bronze | Total |
| ----- | -------------- | --------------- | ---------------- | ----------------- | ----- |
| 1     | Estados Unidos | 55              | 57               | 29                | 141   |
| 2     | Argentina      | 40              | 30               | 40                | 100   |
| 3     | Cuba           | 36              | 23               | 37                | 96    |
| 4     | Canadá         | 31              | 34               | 28                | 93    |
| 5     | Brasil         | 8               | 19               | 15                | 42    |
| 6     | México         | 8               | 8                | 17                | 33    |
| 7     | Chile          | 3               | 5                | 10                | 18    |
| 8     | Uruguai        | 3               | 3                | 5                 | 11    |
| 9     | Peru           | 0               | 0                | 4                 | 4     |
| 10    | Guatemala      | 0               | 0                | 2                 | 2     |
| 10    | Venezuela      | 0               | 0                | 2                 | 2     |
| Total | Total          | 184             | 179              | 180               | 543   |

## Ligações Externas
- Sports123